# Letheobia
Letheobia är ett släkte av ormar. Letheobia ingår i familjen maskormar.
Släktets medlemmar förekommer i Afrika söder om Sahara. De når söderut till Kongo-Kinshasa och Tanzania. Arten har oftast en smal kropp och de ser vanligen rosa ut på grund av att de saknar pigment.
Arter enligt Catalogue of Life och The Reptile Database:
- Letheobia acutirostrata
- Letheobia akagerae
- Letheobia angeli
- Letheobia ataeniata
- Letheobia caeca
- Letheobia coecatus
- Letheobia crossii
- Letheobia debilis
- Letheobia decorosa
- Letheobia episcopus
- Letheobia erythraea
- Letheobia feae
- Letheobia gracilis
- Letheobia graueri
- Letheobia jubana
- Letheobia kibarae
- Letheobia largeni
- Letheobia leucosticta
- Letheobia lumbriciformis
- Letheobia manni
- Letheobia mbeerensis
- Letheobia newtoni
- Letheobia obtusa
- Letheobia pallida
- Letheobia pauwelsi
- Letheobia pembana
- Letheobia praeocularis
- Letheobia rufescens
- Letheobia scortecci
- Letheobia simoni
- Letheobia somalica
- Letheobia stejnegeri
- Letheobia sudanensis
- Letheobia swahilica
- Letheobia toritensis
- Letheobia uluguruensis
- Letheobia unitaeniata
- Letheobia weidholzi
- Letheobia wittei
- Letheobia zenkeri